# 2025年世界水泳選手権ソマリア選手団
2025年世界水泳選手権ソマリア選手団は、2025年7月11日から8月3日までシンガポールで開催された第22回世界水泳選手権のソマリア選手団、およびその競技結果。今大会、ソマリアは世界水泳選手権初参加となった。

## 選手団
- 人員: 選手 1人

## 選手名簿・結果
| 選手               | 種目           | 予選      | 予選  | 準決勝   | 準決勝   | 決勝     | 決勝     |
| 選手               | 種目           | 結果      | 順位  | 結果     | 順位     | 結果     | 順位     |
| ------------------ | -------------- | --------- | ----- | -------- | -------- | -------- | -------- |
| ムスタファ・ハシム | 男子100m自由形 | 1分05秒01 | 104位 | 予選敗退 | 予選敗退 | 予選敗退 | 予選敗退 |
| ムスタファ・ハシム | 男子100m平泳ぎ | 1分16秒69 | 72位  | 予選敗退 | 予選敗退 | 予選敗退 | 予選敗退 |